# Petsofas
Petsofas (greco: Πετσοφάς) è il sito archeologico di un santuario montano della civiltà minoica, situato nella parte orientale dell'isola di Creta.

## Descrizione
Il sito fu inizialmente utilizzato come luogo di culto senza operare alcun intervento umano se non per interventi minimi. Successivamente fu eretta costruzione a 5 stanze di cui si è mantenuta una porzione muro alta circa 1.8 metri. L'aggiunta di un edificio è abbastanza comune tra i pochi santuari montani che non furono abbandonati alla fine del Medio Elladico.

## Rinvenimenti
Tra le statuine umane ed animali che si trovano nei santuari montani, Petsofas è l'unica a contenere statuine d'argilla di donnole e tartarughe. Alcuni sigilli cilindrici di Petsofas mostrano l'immagine di un uomo simile a quelle osservabili presso il sito minoico di Cnosso. Lampade in pietra, altari e modelli di edifici in ceramica sono stati rinvenuti a Petsofas.